# Бонісвіль
Бонісвіль (нім. Boniswil) — громада  в Швейцарії в кантоні Ааргау, округ Ленцбург.

## Географія
Громада розташована на відстані близько 70 км на північний схід від Берна, 14 км на південний схід від Аарау.
Бонісвіль має площу 2,4 км², з яких на 21,1% дозволяється будівництво (житлове та будівництво доріг), 58,2% використовуються в сільськогосподарських цілях, 8% зайнято лісами, 12,7% не є продуктивними (річки, льодовики або гори).

## Демографія
2019 року в громаді мешкало 1480 осіб (+5,6% порівняно з 2010 роком), іноземців було 14,6%. Густота населення становила 614 осіб/км².
За віковим діапазоном населення розподілялося таким чином: 19,3% — особи молодші 20 років, 61% — особи у віці 20—64 років, 19,7% — особи у віці 65 років та старші. Було 650 помешкань (у середньому 2,2 особи в помешканні).
Із загальної кількості 191 працюючого 7 було зайнятих в первинному секторі, 68 — в обробній промисловості, 116 — в галузі послуг.